# فيكي لويس
فيكي لويس (بالإنجليزية: Vicki Lewis )‏ (و. 1960  م) هي ممثلة صوت، ومغنية، وممثلة تلفزيونية، وممثلة مسرحية أمريكية، ولدت في سينسيناتي، أوهايو، بدأت مشوارها المهني سنة 1985.

## التعليم
تعلمت في University of Cincinnati – College-Conservatory of Music ‏.

## وصلات خارجية
- فيكي لويس على موقع IMDb (الإنجليزية)
- فيكي لويس على موقع ألو سيني (الفرنسية)
- فيكي لويس على موقع ميوزك برينز (الإنجليزية)
- فيكي لويس على موقع أول موفي (الإنجليزية)
- فيكي لويس على موقع قاعدة بيانات برودواي على الإنترنت (الإنجليزية)
- فيكي لويس على موقع قاعدة بيانات الأفلام السويدية (السويدية)
- فيكي لويس على موقع إن إن دي بي (الإنجليزية)
- فيكي لويس على موقع ديسكوغز (الإنجليزية)
- فيكي لويس على موقع قاعدة بيانات الفيلم (الإنجليزية)
- فيكي لويس على موقع كينوبويسك (الروسية)